# باربارا گودسون
باربارا گودسون (انگلیسی: Barbara Goodson؛ زادهٔ ۱۶ اوت ۱۹۴۹) یک هنرپیشه اهل ایالات متحده آمریکا است. وی از سال ۱۹۸۰ میلادی تاکنون مشغول فعالیت بوده‌است.